# وليام بلاكستون
وليام بلاكستون (بالإنجليزية: William Blackstone)‏ (10 يوليو 1723-14 فبراير 1780) هو قاض إنجليزي، ومؤلف وأستاذ متخصص في القانون، حصل على تقدير لمؤلَّفه «تعليقات على القوانين الإنجليزية»، (1765-1769م). وقد عرض هذا الكتاب صورة كاملة للقانون الإنجليزي في عصره، وأصبح أكثر الكتب تأثيرًا في تاريخ القانون الإنجليزي لعدة سنوات ومرجعًا أساسياً لتعليم القانون الإنجليزي في إنجلترا وأمريكا، وتأثر به المستعمرون الأمريكيون كثيراً عندما استخدموه كمصدر أساسي للمعلومات عن القانون الإنجليزي.

## السيرة الذاتية
ولد بلاكستون في لندن. ودرس في مدرسة شارترهاوس وجامعة أكسفورد. وكان يريد أن يصبح مهندسًا معماريًا، وناقد دراما، وشاعرًا، لكن اتضح له أنه لن يتمكن من الحصول على أموال كافية من وراءها فبدأ يدرس القانون.
وقد كان ابن تاجر لندني أتاح له ثراؤه أن يعلم ابنه في أكسفورد ثم يرسله إلى «المدل تمبل» ليمارس المحاماة-وقد وردت محاضراته في أكسفورد (1753-1763) تناقضات القوانين وسخافتها إلى شيء من النظام المنطقي، ثم بسطت النتيجة بوضوح وتشويق. وفي 1761 أنتخب عضواً في البرلمان، وفي 1763 عين محامياً عاماً للملكة شارلوت، وفي 1770 بدأ خدمته كقاض في محكمة الدعاوي العامة. وإذ كان مدمناً للدرس كارهاً للحركة، فقد أصابه تحلل هادئ تدريجي ولكنه سابق لأوانه، ومات في 1780 على عمر يناهز 57 سنة. وكان لرائعته الكبرى فضائل محاضراته: الترتيب المنطقي، والعرض الناصع، والأسلوب الرشيق، وقد امتدحه خصمه اللدود جريمي بنتام، لأنه الرجل الذي «علم القضاء أن يتكلم لغة الدارس والجنتلمان، وهذب ذلك العلم العصبي، ونفض غبار المنصب ونسيج العناكب»(54). وقد عرف بلانكستون القانون بأنه «قاعدة للعمل يمليها كائن أعلى»(55)، وكان يدين بتصور مثالي مستقر للقانون، يراه مؤدياً في مجتمع ما الوظيفة التي تؤديها قوانين الطبيعة في العالم؛ وكان ميالاً إلى التفكير في أن قوانين إنجلترا تضارع قوانين الجاذبية في جلالها وخلودها.
لم يكن مزاج بلاكستون يتناسب والاشتغال بمهنة القانون، واستجابة لرغبة أصدقائه ألقى محاضرات عديدة عن القانون الإنجليزي بجامعة أكسفورد. وكان هذا أمرًا جديداً. ولم يكن القانون الإنجليزي في ذلك الوقت موضوعًا مناسبًا للتدريس. وبدلاً من ذلك كان يُدرِّس في جامعة أكسفورد القانون المدني الروماني، وقانون القارة الأوروبية. وكانت محاضراته ناجحة إلى الحد الذي جعل تشارلز ڤاينر (1678 - 1756م) مؤلف «الوجيز في القانون الإنجليزي» يوقف كرسيًا للدراسات التخصصية العلمية في هذا الموضوع.
أصبح بلاكستون أول أستاذ متخصص في القانون الإنجليزي عام 1758.
عمل بلاكستون أيضًا عضوًا في البرلمان. وأصبح عام 1770م قاضيًا في محكمة القضاء العمومي. ثم عمل في محكمة الملك بنش، لكنه سرعان ما عاد إلى محكمة القضاء العمومي. ثم نادى بإصلاح السجون وقد حدثت تشريعات كبيرة في هذا الخصوص.

## إرثه
الإرث الأساسي الذي تركه بلاكستون خلفه هو عمله المكتوب، وتحديدًا تعليقات على قوانين إنجلترا. كان الطلب على النسخ التي أُعيد طبعها والمختصرة والمترجمة منها خلال القرنين الثامن عشر والتاسع عشر «أمرًا مستمرًا»، على الرغم من أن التعليقات التي ركزت على السيادة البرلمانية قد أثارت غضبًا. وصف ألكسيس دو توكفيل بلاكستون بأنه «كاتب سيء، لا يملك تحرر العقل أو عمق الحكم»، واختلف معه معلقون آخرون إذ وصفه أحدهم بأنه «العنصر الأساسي في التنوير البريطاني» وشبهه بمونتسكيو وبيكاريا وفولتير. قال الأكاديميون إن التعليقات كانت حاسمة في تغيير القانون الإنجليزي من نظام قائم على الإجراءات إلى نظام القانون الموضوعي. خلال وقت النشر، كان القانون العام في إنجلترا ما يزال في بعض النواحي وفي بدايته بأيدي أشخاص غير متأكدين ما هو القانون. ساعدت التعليقات على ترسيخ التفكير القانوني. توقف التعليم القانوني في الوقت نفسه وأعطى عمل بلاكستون القانون «على الأقل شيئًا بسيطًا من الاحترام العلمي». جادل ويليام سيرل هولدزورث أحد خلفاء بلاكستون كأستاذ في جامعة فينيسيا بأنه «لو لم تكن التعليقات قد كتبت في تلك الفترة، أعتقد أنه كان ليكون أمرًا مثيرًا للشك أن تتبنى [الولايات المتحدة] والدول الأخرى الناطقة بالإنجليزية [القانون العام] عالميًا».
امتلكت التعليقات تأثيرًا خاصًا في الولايات المتحدة. كتب جيمس إريدل وهو القاضي المعاون الأصلي في المحكمة العليا للولايات المتحدة، أن التعليقات «هي كتب عُدت للطلاب الشباب بشكل مثير للإعجاب ومن الممكن أن يستفيد منها أولئك الأعلى تعليمًا.. المتعة والتعليم يسيران جنبًا إلى جنب». عندما طُبعت التعليقات في أمريكا الشمالية لأول مرة، طُلبت 1400 نسخة لفيلادلفيا وحدها. لاحظ الأكاديميون أيضًا الاعتماد المبكر للمحكمة العليا على التعليقات، ربما بسبب الافتقار إلى التقاليد الأمريكية القانونية في ذاك الوقت. يُشير الأكاديمي الأمريكي روبرت فيرغسون إلى أن «جميع وثائقنا التكوينية –إعلان الاستقلال الأمريكي والدستور والأوراق الفيدرالية والقرارات الرئيسية للمحكمة العليا في عهد جون مارشال- قد صاغها محامون غارقون في تعليقات السير ويليام بلاكستون على قوانين إنجلترا. كان هذا هو الحال إلى حد كبير، فقد احتلت التعليقات المرتبة الثانية بعد الكتاب المقدس باعتبارها تمتلك تأثيرًا أدبيًا وفكريًا على تاريخ المؤسسات الأمريكية». حتى اليوم، تجري الإشارة إلى التعليقات في قرارات المحكمة العليا بين 10 و12 مرة في السنة.
كان للتعليقات تأثير كبير داخل الأوساط الأكاديمية والعملية في الولايات المتحدة، وكذلك داخل القضاء، بسبب ندرة كتب القانون على الحدود، وكانت «مدرسة القانون الوحيدة والمكتبة القانونية الوحيدة التي اعتاد المحامون الأمريكيون على ممارستها في أمريكا منذ ما يقارب قرن بعد نشرها». وضع بلاكستون خطة لمدرسة في القانون وقدمها إلى جامعة أكسفورد ثم أدرجها في التعليقات بعد أن جرى رفضها. جاء النظام الحديث لكليات الحقوق الأمريكية من هذه الخطة. كان من بين المتابعين للطبعة الأولى لبلاكستون والقراء الذين تأثروا بها بعمق بعد ذلك، جيمس إيدريل وجون مارشال وجيمس ويلسون وجون جاي وجون آدمز وجيمس كينت وأبراهام لينكولن.
عرضت نقابة المحامين الأمريكية فكرة تمثال لبلاكستون على نقابة المحامين الإنجليزية في أوائل العشرينيات من القرن العشرين، ولكن التماثيل في ذاك الوقت كانت أطول من أن توضع في محاكم العدل الملكية في لندن. نُحت التمثال الذي صممه بول وايلاند بارتليت في نهاية المطاف في أوروبا وعُرض في الولايات المتحدة. وافق الكونغرس على وضع التمثال في واشنطن العاصمة في 15 مارس من عام 1943، وخُصص مبلغ 10000 دولار لتركيبه. كان التمثال البرونزي عبارة عن تصوير شخصي لبلاكستون بطول 2.7 متر وهو يرتدي رداء القضاء وشعرًا مستعارًا طويلًا ومجعدًا ويحمل نسخة من التعليقات. وُضع التمثال على قاعدة طويلة من الغرانيت في شارع الدستور والشارع الثالث إن دبليو. سميت بلدة بلاكستون في ولاية فيرجينيا باسمه.
يصور إفريز الجدار الشمالي في قاعة المحكمة العليا للولايات المتحدة ويليام بلاكستون باعتباره أحد أكثر المعلقين القانونيين نفوذًا في تاريخ العالم.

## وصلات خارجية
- وليام بلاكستون على موقع الموسوعة البريطانية (الإنجليزية)
- وليام بلاكستون على موقع إن إن دي بي (الإنجليزية)

- وليام بلاكستون على مشروع الدليل المفتوح
- مؤلفات وليام بلاكستون في مشروع غوتنبرغ
- أعمال أو نبذة عن وليام بلاكستون على أرشيف الإنترنت
- أعمال وليام بلاكستون في ليبري فوكس
- The Commentaries online at Archive.Org